# Мрављача
Мрављача је насељено мјесто у општини Фоча-Устиколина, Федерација БиХ, БиХ. Према попису становништва из 1991. у насељу је живјело 92 становника. На задњем попису из 2013, у овом насељеном мјесту су евидентиране свега 4 особе.

## Географија
До 1962. године насељено мјесто су чинила три мања села: Горња, Средња и Доња Мрављача. Насељено мјесто се простирало од Косовске ријеке на западу, до Лигаћког потока, њене притоке, на истоку. Мјесто гдје се ова два потока састају — Косова, је јужна међа насеља, а само 600 m јужније Косовка ријека се улива у Дрину. Брдо Ступови, испод ког извире Лигаћки поток, је сјеверна граница Мрављаче, и оно представља југоисточни крак планине Столац (са највишим врхом од 1.520 м). Уједно, врховима овог крака пружа се граница два насељена мјеста, Мрављаче и Некопа, али и двије општине, Фоча-Устиколине и Горажда.
Одлуком републичких власти Народне Републике БиХ, из 1962. године, насељеном мјесту Мрављача су прикључена, дотад два одвојена насеља: Кутле (са заселцима Брда, Митровићи и Поповице) и Лигати (са заселцима Равне Њиве, Врањаци, Подгај и Раушићи). Овим проширењем, источна граница Мрављаче је помјерена пар километара источно преко Лигаћког потока.
Централни дио насеља чини село Средња Мрављача. Њена просјечна надморска висина је 628 метара. Удаљеност Мрављаче од Фоче је 23,4 km, а од Устиколине 13,0 km (преко Некопа). Њена удаљеност (ваздушном линијом) од других околних села износи:
Креча (0.2 km југозападно), Вина (1.3 km јужно), Горња Мрављача (1.0 km сјевероисточно), Бунчићи (1.4 km сјеверно), Мутевелићи (1.5 km сјеверно), Превила (1.6 km сјеверно), Гаврић (1.6 km југоисточно), Доња Мрављача (1.5 km источно), Доње Жешће (1.7 km југозападно), Врбица (2.0 km југоисточно), Осоје (2.3 km југозападно), Некопи (2.3 km сјевероисточно), Кундуци (2.0 km западно), Црнци (2.6 km сјевероисточно), Градишићи (3.0 km јужно), Рибице (2.8 km југозападно), Брда (2.4 km сјевероисточно), Кућаре (2.6 km југоисточно), Присоје (3.1 km јужно), Грабовик (3.3 km јужно), Росковићи (2.5 km западно), Лигати (2.5 km источно), Горње Жешће (2.8 km сјеверозападно), Устиколина (2.8 km југоисточно), Кутле (2.8 km источно), Боровинићи (3.7 km јужно), Туловићи (3.7 km југоисточно), Ненковићи (3.6 km сјевероисточно), Бахово (3.8 km сјевероисточно).

## Становништво
Становници насељеног мјеста Мрављача, називају се Мрављачани. Мјесто је насељено углавном Србима, а најчешћа презимена била су: Ђевић, Трбо, Божановић и Ђоковић (у старом дијелу насеља), те Којунџић, Митровић, Милинковић и Срдановић (у селима Лигате и Кутле). Привреда насељеног мјеста је углавном базирана на пољопривреди.
|         | 2013.      | 1991.        | 1981.        | 1971.        | 1961.        |
| Укупно  | 4 (100,0%) | 94 (100,0%)  | 211 (100,0%) | 256 (100,0%) | 131 (100,0%) |
| Срби    | 4 (100,0%) | 84 (89,36%)  | 184 (87,20%) | 224 (87,50%) | 128 (97,71%) |
| Бошњаци | –          | 10 (10,64%)1 | 27 (12,80%)1 | 31 (12,11%)1 | –            |
| Остали  | –          | –            | –            | 1 (0,391%)   | 3 (2,290%)   |

1. 1 На пописима од 1971. до 1991. Бошњаци су пописивани углавном као Муслимани.

## Знамените личности
- Неђо Ђевић — бивши новинар Срне[11]